# Peggy McCarthy
Margaret Ann McCarthy, més coneguda com a Peggy McCarthy   (Urbana, 1 de març de 1956), és una ex-remadora estatunidenca que va competir durant la dècada de 1970.
El 1976 va prendre part en els Jocs Olímpics de Mont-real, on guanyà la medalla de bronze en la competició del vuit amb timoner del programa de rem.